# Брук, Томас (умер в 1439)
Сэр Томас Брук (англ. Sir Thomas Brooke; 1391/92 — 1439) — английский рыцарь, сын сэра Томаса Брука и Джоан Хэнхэм. В 1418 году унаследовал от отца обширные владения на юго-западе Англии — в Сомерсете и Дорсете. Между 1417 и 1422 годами был посвящён в рыцари. Пять раз избирался в парламент: один раз от Дорсета, четыре раза от Сомерсета. Женился на Джоан Брейбрук, 5-й баронессе Кобем в своём праве, и стал отцом Эдуарда Брука, 6-го барона Кобема.